# Primera División de baloncesto 1976-77
La temporada 1976-77 de la Liga Española de Baloncesto fue la vigésimo primera edición de dicha competición. La formaron 12 equipos equipos, jugando todos contra todos a doble vuelta. Los dos últimos descendían directamente. Comenzó el 17 de octubre de 1976 y finalizó el 27 de marzo de 1977. El campeón fue por decimonovena vez el Real Madrid.

## Equipos participantes
| Equipo          | Sede                    |
| --------------- | ----------------------- |
| FC Barcelona    | Barcelona               |
| Real Madrid CF  | Madrid                  |
| CB L'Hospitalet | Hospitalet de Llobregat |
| UDR Pineda      | Pineda de Mar           |
| CB Askatuak     | San Sebastián           |
| Club Juventud   | Badalona                |
| CB Cotonificio  | Badalona                |
| CD Manresa      | Manresa                 |
| CB Estudiantes  | Madrid                  |
| CB Valladolid   | Valladolid              |
| CB Breogán      | Lugo                    |
| CD Basconia     | Vitoria                 |

## Clasificación
| Pos. | Equipo                    | Pts. | PJ | G  | E | P  | GF   | GC   | Dif. | Clasificación o descenso             |
| ---- | ------------------------- | ---- | -- | -- | - | -- | ---- | ---- | ---- | ------------------------------------ |
| 1    | Real Madrid               | 63   | 22 | 21 | 0 | 1  | 2503 | 1856 | +647 | Clasificado para la Copa de Europa   |
| 2    | FC Barcelona              | 61   | 22 | 20 | 1 | 1  | 2139 | 1823 | +316 | Clasificado para la Recopa de Europa |
| 3    | Club Joventut de Badalona | 46   | 22 | 15 | 1 | 6  | 2148 | 1836 | +312 | Clasificado para la Copa Korać       |
| 4    | UDR Pineda                | 33   | 22 | 11 | 0 | 11 | 1899 | 1926 | −27  |                                      |
| 5    | Dico's San Sebastián      | 30   | 22 | 10 | 0 | 12 | 1827 | 1950 | −123 |                                      |
| 6    | CB Estudiantes            | 30   | 22 | 10 | 0 | 12 | 1979 | 2036 | −57  | Clasificado para la Copa Korać       |
| 7    | CB L'Hospitalet           | 28   | 22 | 9  | 1 | 12 | 1963 | 2077 | −114 |                                      |
| 8    | CB Cotonificio            | 27   | 22 | 9  | 0 | 13 | 1903 | 1895 | +8   |                                      |
| 9    | CE Manresa                | 25   | 22 | 8  | 1 | 13 | 1787 | 1910 | −123 |                                      |
| 10   | CD Basconia               | 24   | 22 | 8  | 0 | 14 | 1970 | 2103 | −133 |                                      |
| 11   | CB Valladolid             | 21   | 22 | 7  | 0 | 15 | 1831 | 2087 | −256 | Descenso                             |
| 12   | CB Breogán                | 6    | 22 | 2  | 0 | 20 | 1692 | 2142 | −450 | Descenso                             |

 Fuente: Linguasport
| Campeón 1977 |
| ------------ |
| Real Madrid  |

## Máximos anotadores
| Pos. | Nombre            | Equipo | Puntos | Partidos | PPP  |
| ---- | ----------------- | ------ | ------ | -------- | ---- |
| 1.   | Bob Guyette       | FCB    | 703    | 22       | 32.0 |
| 2.   | Walter Szczerbiak | RMA    | 665    | 22       | 30.2 |
| 3.   | Dave Russell      | DIC    | 587    | 20       | 29.4 |
| 4.   | Bob Fullarton     | MAN    | 626    | 22       | 28.5 |
| 5.   | Andy Prince       | HOS    | 618    | 22       | 28.1 |
| 6.   | Ed Gregg          | EST    | 567    | 22       | 25.8 |